# Artois grófjainak listája

Az Artois-i grófság címere

Az Artois grófja (franciául: Comtes d’Artois, hollandul: Graven van Artesië) címet a középkori Artois-i grófság uralkodói viselték. A grófságot a 9. században alapították és a nemesi címek eltörléséig, 1790-ig viselték.

## Artois grófjainak listája
- Odalric (kb. 850s)
- Altmar (kb. 890s)
- Adelelm (? - 932)
- 932 - 1180 között a flamand grófok szerezték meg Artois-t:
- I. Fülöp flamand gróf, mint I. Fülöp, Artois-i grófja
- Hainaut-i Izabella, aki hozományként kapta a grófságot. Férje II. Fülöp Ágost francia király (1180-1189) volt.
- VIII. Lajos francia király (1189-1226), mint I. Lajos
- IX. Lajos francia király (1226-1237), mint II. Lajos
- I. Róbert (1237-1249)
- II. Róbert (1250-1302)
- Matild artois-i grófnő (1302-1329)
  - utódlását unokaöccse, III. Róbert (1302–1329) vitatta.
- I. Johanna (1329-1330)
- II. Johanna (1330-1347)
  - Férje, IV. Ottó burgundi herceg (1330-1347), mint I. Odó uralkodott
- I. Fülöp burgundi herceg (1347-1361), mint III. Fülöp
- I. Margit burgundi grófnő  (1361-1382)
- II. Lajos flamand gróf (1382-1383), mint III. Lajos
- III. Margit flamand grófnő (1383-1405), mint II. Margit
  - II. Fülöp burgundi herceg (1383-1404), mint IV. Fülöp
- II. János burgundi herceg (1405-1419), mint I. János
- III. Fülöp burgundi herceg (1419-1467), mint v. Fülöp
- Károly burgundi herceg (1467-1477), mint I. Károly
- I. Mária burgundi hercegnő (1477-1482), mint I. Mária
  - I. Miksa német-római császár (1477-1482)
- I. Fülöp kasztíliai király (1482-1506), mint VI. Fülöp
- V. Károly német-római császár (1506-1556), mint II. Károly
- II. Fülöp spanyol király (1556-1598), mint VII. Fülöp
- Izabella Klára Eugénia spanyol infánsnő és férje, Albert (1598-1621)
- IV. Fülöp spanyol király (1621-1659), mint VIII. Fülöp

## Lásd még
- Artois-i grófság
- X. Károly francia király (1757–1836) születése után a Comte d’Artois címet kapta